# Віддалення (шахова тема)
Те́ма віддалення — тема в шаховій композиції. Суть теми — чорна фігура, що зв'язана, ідучи по лінії зв'язки, віддаляється від впливу на певну стратегічну лінію і проходить через критичне поле, на якому буде розв'язана на матуючому ході.

## Історія
Ідея була запропонована шаховими композиторами на початку ХХ століття.
В початковій позиції або після вступного ходу є зв'язана чорна лінійна фігура, або фігури, і ще є біла батарея, яка не може тут же зіграти, оскільки біла фігура шахуючи чорного короля розв'яже чорну зв'язану фігуру. У варіантах захисту зв'язана чорна фігура рухається по лінії зв'язки, віддаляється від лінії батареї і проходить через критичне поле. Білі оголошують батарейний мат чорному королю, ідучи на це поле, при цьому опосередковано розв'язують тематичну чорну фігуру, яка вже не може перешкодити оголошенню мату.
Ідея дістала назву — тема віддалення. На першому турнірі ФІДЕ (1972—1975) ця тема була запропонована в розділі етюдів.
|   | a | b | c | d | e | f | g | h |   |
| 8 | c8 білий слон · g8 білий король · f7 білий кінь · f6 білий ферзь · g6 білий пішак · f4 біла тура · g4 чорний слон · h4 білий кінь · a3 біла тура · g3 чорний ферзь · h3 чорний король · f2 чорний кінь · g2 чорний пішак · h2 білий пішак · f1 чорний кінь · g1 білий слон | c8 білий слон · g8 білий король · f7 білий кінь · f6 білий ферзь · g6 білий пішак · f4 біла тура · g4 чорний слон · h4 білий кінь · a3 біла тура · g3 чорний ферзь · h3 чорний король · f2 чорний кінь · g2 чорний пішак · h2 білий пішак · f1 чорний кінь · g1 білий слон | c8 білий слон · g8 білий король · f7 білий кінь · f6 білий ферзь · g6 білий пішак · f4 біла тура · g4 чорний слон · h4 білий кінь · a3 біла тура · g3 чорний ферзь · h3 чорний король · f2 чорний кінь · g2 чорний пішак · h2 білий пішак · f1 чорний кінь · g1 білий слон | c8 білий слон · g8 білий король · f7 білий кінь · f6 білий ферзь · g6 білий пішак · f4 біла тура · g4 чорний слон · h4 білий кінь · a3 біла тура · g3 чорний ферзь · h3 чорний король · f2 чорний кінь · g2 чорний пішак · h2 білий пішак · f1 чорний кінь · g1 білий слон | c8 білий слон · g8 білий король · f7 білий кінь · f6 білий ферзь · g6 білий пішак · f4 біла тура · g4 чорний слон · h4 білий кінь · a3 біла тура · g3 чорний ферзь · h3 чорний король · f2 чорний кінь · g2 чорний пішак · h2 білий пішак · f1 чорний кінь · g1 білий слон | c8 білий слон · g8 білий король · f7 білий кінь · f6 білий ферзь · g6 білий пішак · f4 біла тура · g4 чорний слон · h4 білий кінь · a3 біла тура · g3 чорний ферзь · h3 чорний король · f2 чорний кінь · g2 чорний пішак · h2 білий пішак · f1 чорний кінь · g1 білий слон | c8 білий слон · g8 білий король · f7 білий кінь · f6 білий ферзь · g6 білий пішак · f4 біла тура · g4 чорний слон · h4 білий кінь · a3 біла тура · g3 чорний ферзь · h3 чорний король · f2 чорний кінь · g2 чорний пішак · h2 білий пішак · f1 чорний кінь · g1 білий слон | c8 білий слон · g8 білий король · f7 білий кінь · f6 білий ферзь · g6 білий пішак · f4 біла тура · g4 чорний слон · h4 білий кінь · a3 біла тура · g3 чорний ферзь · h3 чорний король · f2 чорний кінь · g2 чорний пішак · h2 білий пішак · f1 чорний кінь · g1 білий слон | 8 |
| 7 | c8 білий слон · g8 білий король · f7 білий кінь · f6 білий ферзь · g6 білий пішак · f4 біла тура · g4 чорний слон · h4 білий кінь · a3 біла тура · g3 чорний ферзь · h3 чорний король · f2 чорний кінь · g2 чорний пішак · h2 білий пішак · f1 чорний кінь · g1 білий слон | c8 білий слон · g8 білий король · f7 білий кінь · f6 білий ферзь · g6 білий пішак · f4 біла тура · g4 чорний слон · h4 білий кінь · a3 біла тура · g3 чорний ферзь · h3 чорний король · f2 чорний кінь · g2 чорний пішак · h2 білий пішак · f1 чорний кінь · g1 білий слон | c8 білий слон · g8 білий король · f7 білий кінь · f6 білий ферзь · g6 білий пішак · f4 біла тура · g4 чорний слон · h4 білий кінь · a3 біла тура · g3 чорний ферзь · h3 чорний король · f2 чорний кінь · g2 чорний пішак · h2 білий пішак · f1 чорний кінь · g1 білий слон | c8 білий слон · g8 білий король · f7 білий кінь · f6 білий ферзь · g6 білий пішак · f4 біла тура · g4 чорний слон · h4 білий кінь · a3 біла тура · g3 чорний ферзь · h3 чорний король · f2 чорний кінь · g2 чорний пішак · h2 білий пішак · f1 чорний кінь · g1 білий слон | c8 білий слон · g8 білий король · f7 білий кінь · f6 білий ферзь · g6 білий пішак · f4 біла тура · g4 чорний слон · h4 білий кінь · a3 біла тура · g3 чорний ферзь · h3 чорний король · f2 чорний кінь · g2 чорний пішак · h2 білий пішак · f1 чорний кінь · g1 білий слон | c8 білий слон · g8 білий король · f7 білий кінь · f6 білий ферзь · g6 білий пішак · f4 біла тура · g4 чорний слон · h4 білий кінь · a3 біла тура · g3 чорний ферзь · h3 чорний король · f2 чорний кінь · g2 чорний пішак · h2 білий пішак · f1 чорний кінь · g1 білий слон | c8 білий слон · g8 білий король · f7 білий кінь · f6 білий ферзь · g6 білий пішак · f4 біла тура · g4 чорний слон · h4 білий кінь · a3 біла тура · g3 чорний ферзь · h3 чорний король · f2 чорний кінь · g2 чорний пішак · h2 білий пішак · f1 чорний кінь · g1 білий слон | c8 білий слон · g8 білий король · f7 білий кінь · f6 білий ферзь · g6 білий пішак · f4 біла тура · g4 чорний слон · h4 білий кінь · a3 біла тура · g3 чорний ферзь · h3 чорний король · f2 чорний кінь · g2 чорний пішак · h2 білий пішак · f1 чорний кінь · g1 білий слон | 7 |
| 6 | c8 білий слон · g8 білий король · f7 білий кінь · f6 білий ферзь · g6 білий пішак · f4 біла тура · g4 чорний слон · h4 білий кінь · a3 біла тура · g3 чорний ферзь · h3 чорний король · f2 чорний кінь · g2 чорний пішак · h2 білий пішак · f1 чорний кінь · g1 білий слон | c8 білий слон · g8 білий король · f7 білий кінь · f6 білий ферзь · g6 білий пішак · f4 біла тура · g4 чорний слон · h4 білий кінь · a3 біла тура · g3 чорний ферзь · h3 чорний король · f2 чорний кінь · g2 чорний пішак · h2 білий пішак · f1 чорний кінь · g1 білий слон | c8 білий слон · g8 білий король · f7 білий кінь · f6 білий ферзь · g6 білий пішак · f4 біла тура · g4 чорний слон · h4 білий кінь · a3 біла тура · g3 чорний ферзь · h3 чорний король · f2 чорний кінь · g2 чорний пішак · h2 білий пішак · f1 чорний кінь · g1 білий слон | c8 білий слон · g8 білий король · f7 білий кінь · f6 білий ферзь · g6 білий пішак · f4 біла тура · g4 чорний слон · h4 білий кінь · a3 біла тура · g3 чорний ферзь · h3 чорний король · f2 чорний кінь · g2 чорний пішак · h2 білий пішак · f1 чорний кінь · g1 білий слон | c8 білий слон · g8 білий король · f7 білий кінь · f6 білий ферзь · g6 білий пішак · f4 біла тура · g4 чорний слон · h4 білий кінь · a3 біла тура · g3 чорний ферзь · h3 чорний король · f2 чорний кінь · g2 чорний пішак · h2 білий пішак · f1 чорний кінь · g1 білий слон | c8 білий слон · g8 білий король · f7 білий кінь · f6 білий ферзь · g6 білий пішак · f4 біла тура · g4 чорний слон · h4 білий кінь · a3 біла тура · g3 чорний ферзь · h3 чорний король · f2 чорний кінь · g2 чорний пішак · h2 білий пішак · f1 чорний кінь · g1 білий слон | c8 білий слон · g8 білий король · f7 білий кінь · f6 білий ферзь · g6 білий пішак · f4 біла тура · g4 чорний слон · h4 білий кінь · a3 біла тура · g3 чорний ферзь · h3 чорний король · f2 чорний кінь · g2 чорний пішак · h2 білий пішак · f1 чорний кінь · g1 білий слон | c8 білий слон · g8 білий король · f7 білий кінь · f6 білий ферзь · g6 білий пішак · f4 біла тура · g4 чорний слон · h4 білий кінь · a3 біла тура · g3 чорний ферзь · h3 чорний король · f2 чорний кінь · g2 чорний пішак · h2 білий пішак · f1 чорний кінь · g1 білий слон | 6 |
| 5 | c8 білий слон · g8 білий король · f7 білий кінь · f6 білий ферзь · g6 білий пішак · f4 біла тура · g4 чорний слон · h4 білий кінь · a3 біла тура · g3 чорний ферзь · h3 чорний король · f2 чорний кінь · g2 чорний пішак · h2 білий пішак · f1 чорний кінь · g1 білий слон | c8 білий слон · g8 білий король · f7 білий кінь · f6 білий ферзь · g6 білий пішак · f4 біла тура · g4 чорний слон · h4 білий кінь · a3 біла тура · g3 чорний ферзь · h3 чорний король · f2 чорний кінь · g2 чорний пішак · h2 білий пішак · f1 чорний кінь · g1 білий слон | c8 білий слон · g8 білий король · f7 білий кінь · f6 білий ферзь · g6 білий пішак · f4 біла тура · g4 чорний слон · h4 білий кінь · a3 біла тура · g3 чорний ферзь · h3 чорний король · f2 чорний кінь · g2 чорний пішак · h2 білий пішак · f1 чорний кінь · g1 білий слон | c8 білий слон · g8 білий король · f7 білий кінь · f6 білий ферзь · g6 білий пішак · f4 біла тура · g4 чорний слон · h4 білий кінь · a3 біла тура · g3 чорний ферзь · h3 чорний король · f2 чорний кінь · g2 чорний пішак · h2 білий пішак · f1 чорний кінь · g1 білий слон | c8 білий слон · g8 білий король · f7 білий кінь · f6 білий ферзь · g6 білий пішак · f4 біла тура · g4 чорний слон · h4 білий кінь · a3 біла тура · g3 чорний ферзь · h3 чорний король · f2 чорний кінь · g2 чорний пішак · h2 білий пішак · f1 чорний кінь · g1 білий слон | c8 білий слон · g8 білий король · f7 білий кінь · f6 білий ферзь · g6 білий пішак · f4 біла тура · g4 чорний слон · h4 білий кінь · a3 біла тура · g3 чорний ферзь · h3 чорний король · f2 чорний кінь · g2 чорний пішак · h2 білий пішак · f1 чорний кінь · g1 білий слон | c8 білий слон · g8 білий король · f7 білий кінь · f6 білий ферзь · g6 білий пішак · f4 біла тура · g4 чорний слон · h4 білий кінь · a3 біла тура · g3 чорний ферзь · h3 чорний король · f2 чорний кінь · g2 чорний пішак · h2 білий пішак · f1 чорний кінь · g1 білий слон | c8 білий слон · g8 білий король · f7 білий кінь · f6 білий ферзь · g6 білий пішак · f4 біла тура · g4 чорний слон · h4 білий кінь · a3 біла тура · g3 чорний ферзь · h3 чорний король · f2 чорний кінь · g2 чорний пішак · h2 білий пішак · f1 чорний кінь · g1 білий слон | 5 |
| 4 | c8 білий слон · g8 білий король · f7 білий кінь · f6 білий ферзь · g6 білий пішак · f4 біла тура · g4 чорний слон · h4 білий кінь · a3 біла тура · g3 чорний ферзь · h3 чорний король · f2 чорний кінь · g2 чорний пішак · h2 білий пішак · f1 чорний кінь · g1 білий слон | c8 білий слон · g8 білий король · f7 білий кінь · f6 білий ферзь · g6 білий пішак · f4 біла тура · g4 чорний слон · h4 білий кінь · a3 біла тура · g3 чорний ферзь · h3 чорний король · f2 чорний кінь · g2 чорний пішак · h2 білий пішак · f1 чорний кінь · g1 білий слон | c8 білий слон · g8 білий король · f7 білий кінь · f6 білий ферзь · g6 білий пішак · f4 біла тура · g4 чорний слон · h4 білий кінь · a3 біла тура · g3 чорний ферзь · h3 чорний король · f2 чорний кінь · g2 чорний пішак · h2 білий пішак · f1 чорний кінь · g1 білий слон | c8 білий слон · g8 білий король · f7 білий кінь · f6 білий ферзь · g6 білий пішак · f4 біла тура · g4 чорний слон · h4 білий кінь · a3 біла тура · g3 чорний ферзь · h3 чорний король · f2 чорний кінь · g2 чорний пішак · h2 білий пішак · f1 чорний кінь · g1 білий слон | c8 білий слон · g8 білий король · f7 білий кінь · f6 білий ферзь · g6 білий пішак · f4 біла тура · g4 чорний слон · h4 білий кінь · a3 біла тура · g3 чорний ферзь · h3 чорний король · f2 чорний кінь · g2 чорний пішак · h2 білий пішак · f1 чорний кінь · g1 білий слон | c8 білий слон · g8 білий король · f7 білий кінь · f6 білий ферзь · g6 білий пішак · f4 біла тура · g4 чорний слон · h4 білий кінь · a3 біла тура · g3 чорний ферзь · h3 чорний король · f2 чорний кінь · g2 чорний пішак · h2 білий пішак · f1 чорний кінь · g1 білий слон | c8 білий слон · g8 білий король · f7 білий кінь · f6 білий ферзь · g6 білий пішак · f4 біла тура · g4 чорний слон · h4 білий кінь · a3 біла тура · g3 чорний ферзь · h3 чорний король · f2 чорний кінь · g2 чорний пішак · h2 білий пішак · f1 чорний кінь · g1 білий слон | c8 білий слон · g8 білий король · f7 білий кінь · f6 білий ферзь · g6 білий пішак · f4 біла тура · g4 чорний слон · h4 білий кінь · a3 біла тура · g3 чорний ферзь · h3 чорний король · f2 чорний кінь · g2 чорний пішак · h2 білий пішак · f1 чорний кінь · g1 білий слон | 4 |
| 3 | c8 білий слон · g8 білий король · f7 білий кінь · f6 білий ферзь · g6 білий пішак · f4 біла тура · g4 чорний слон · h4 білий кінь · a3 біла тура · g3 чорний ферзь · h3 чорний король · f2 чорний кінь · g2 чорний пішак · h2 білий пішак · f1 чорний кінь · g1 білий слон | c8 білий слон · g8 білий король · f7 білий кінь · f6 білий ферзь · g6 білий пішак · f4 біла тура · g4 чорний слон · h4 білий кінь · a3 біла тура · g3 чорний ферзь · h3 чорний король · f2 чорний кінь · g2 чорний пішак · h2 білий пішак · f1 чорний кінь · g1 білий слон | c8 білий слон · g8 білий король · f7 білий кінь · f6 білий ферзь · g6 білий пішак · f4 біла тура · g4 чорний слон · h4 білий кінь · a3 біла тура · g3 чорний ферзь · h3 чорний король · f2 чорний кінь · g2 чорний пішак · h2 білий пішак · f1 чорний кінь · g1 білий слон | c8 білий слон · g8 білий король · f7 білий кінь · f6 білий ферзь · g6 білий пішак · f4 біла тура · g4 чорний слон · h4 білий кінь · a3 біла тура · g3 чорний ферзь · h3 чорний король · f2 чорний кінь · g2 чорний пішак · h2 білий пішак · f1 чорний кінь · g1 білий слон | c8 білий слон · g8 білий король · f7 білий кінь · f6 білий ферзь · g6 білий пішак · f4 біла тура · g4 чорний слон · h4 білий кінь · a3 біла тура · g3 чорний ферзь · h3 чорний король · f2 чорний кінь · g2 чорний пішак · h2 білий пішак · f1 чорний кінь · g1 білий слон | c8 білий слон · g8 білий король · f7 білий кінь · f6 білий ферзь · g6 білий пішак · f4 біла тура · g4 чорний слон · h4 білий кінь · a3 біла тура · g3 чорний ферзь · h3 чорний король · f2 чорний кінь · g2 чорний пішак · h2 білий пішак · f1 чорний кінь · g1 білий слон | c8 білий слон · g8 білий король · f7 білий кінь · f6 білий ферзь · g6 білий пішак · f4 біла тура · g4 чорний слон · h4 білий кінь · a3 біла тура · g3 чорний ферзь · h3 чорний король · f2 чорний кінь · g2 чорний пішак · h2 білий пішак · f1 чорний кінь · g1 білий слон | c8 білий слон · g8 білий король · f7 білий кінь · f6 білий ферзь · g6 білий пішак · f4 біла тура · g4 чорний слон · h4 білий кінь · a3 біла тура · g3 чорний ферзь · h3 чорний король · f2 чорний кінь · g2 чорний пішак · h2 білий пішак · f1 чорний кінь · g1 білий слон | 3 |
| 2 | c8 білий слон · g8 білий король · f7 білий кінь · f6 білий ферзь · g6 білий пішак · f4 біла тура · g4 чорний слон · h4 білий кінь · a3 біла тура · g3 чорний ферзь · h3 чорний король · f2 чорний кінь · g2 чорний пішак · h2 білий пішак · f1 чорний кінь · g1 білий слон | c8 білий слон · g8 білий король · f7 білий кінь · f6 білий ферзь · g6 білий пішак · f4 біла тура · g4 чорний слон · h4 білий кінь · a3 біла тура · g3 чорний ферзь · h3 чорний король · f2 чорний кінь · g2 чорний пішак · h2 білий пішак · f1 чорний кінь · g1 білий слон | c8 білий слон · g8 білий король · f7 білий кінь · f6 білий ферзь · g6 білий пішак · f4 біла тура · g4 чорний слон · h4 білий кінь · a3 біла тура · g3 чорний ферзь · h3 чорний король · f2 чорний кінь · g2 чорний пішак · h2 білий пішак · f1 чорний кінь · g1 білий слон | c8 білий слон · g8 білий король · f7 білий кінь · f6 білий ферзь · g6 білий пішак · f4 біла тура · g4 чорний слон · h4 білий кінь · a3 біла тура · g3 чорний ферзь · h3 чорний король · f2 чорний кінь · g2 чорний пішак · h2 білий пішак · f1 чорний кінь · g1 білий слон | c8 білий слон · g8 білий король · f7 білий кінь · f6 білий ферзь · g6 білий пішак · f4 біла тура · g4 чорний слон · h4 білий кінь · a3 біла тура · g3 чорний ферзь · h3 чорний король · f2 чорний кінь · g2 чорний пішак · h2 білий пішак · f1 чорний кінь · g1 білий слон | c8 білий слон · g8 білий король · f7 білий кінь · f6 білий ферзь · g6 білий пішак · f4 біла тура · g4 чорний слон · h4 білий кінь · a3 біла тура · g3 чорний ферзь · h3 чорний король · f2 чорний кінь · g2 чорний пішак · h2 білий пішак · f1 чорний кінь · g1 білий слон | c8 білий слон · g8 білий король · f7 білий кінь · f6 білий ферзь · g6 білий пішак · f4 біла тура · g4 чорний слон · h4 білий кінь · a3 біла тура · g3 чорний ферзь · h3 чорний король · f2 чорний кінь · g2 чорний пішак · h2 білий пішак · f1 чорний кінь · g1 білий слон | c8 білий слон · g8 білий король · f7 білий кінь · f6 білий ферзь · g6 білий пішак · f4 біла тура · g4 чорний слон · h4 білий кінь · a3 біла тура · g3 чорний ферзь · h3 чорний король · f2 чорний кінь · g2 чорний пішак · h2 білий пішак · f1 чорний кінь · g1 білий слон | 2 |
| 1 | c8 білий слон · g8 білий король · f7 білий кінь · f6 білий ферзь · g6 білий пішак · f4 біла тура · g4 чорний слон · h4 білий кінь · a3 біла тура · g3 чорний ферзь · h3 чорний король · f2 чорний кінь · g2 чорний пішак · h2 білий пішак · f1 чорний кінь · g1 білий слон | c8 білий слон · g8 білий король · f7 білий кінь · f6 білий ферзь · g6 білий пішак · f4 біла тура · g4 чорний слон · h4 білий кінь · a3 біла тура · g3 чорний ферзь · h3 чорний король · f2 чорний кінь · g2 чорний пішак · h2 білий пішак · f1 чорний кінь · g1 білий слон | c8 білий слон · g8 білий король · f7 білий кінь · f6 білий ферзь · g6 білий пішак · f4 біла тура · g4 чорний слон · h4 білий кінь · a3 біла тура · g3 чорний ферзь · h3 чорний король · f2 чорний кінь · g2 чорний пішак · h2 білий пішак · f1 чорний кінь · g1 білий слон | c8 білий слон · g8 білий король · f7 білий кінь · f6 білий ферзь · g6 білий пішак · f4 біла тура · g4 чорний слон · h4 білий кінь · a3 біла тура · g3 чорний ферзь · h3 чорний король · f2 чорний кінь · g2 чорний пішак · h2 білий пішак · f1 чорний кінь · g1 білий слон | c8 білий слон · g8 білий король · f7 білий кінь · f6 білий ферзь · g6 білий пішак · f4 біла тура · g4 чорний слон · h4 білий кінь · a3 біла тура · g3 чорний ферзь · h3 чорний король · f2 чорний кінь · g2 чорний пішак · h2 білий пішак · f1 чорний кінь · g1 білий слон | c8 білий слон · g8 білий король · f7 білий кінь · f6 білий ферзь · g6 білий пішак · f4 біла тура · g4 чорний слон · h4 білий кінь · a3 біла тура · g3 чорний ферзь · h3 чорний король · f2 чорний кінь · g2 чорний пішак · h2 білий пішак · f1 чорний кінь · g1 білий слон | c8 білий слон · g8 білий король · f7 білий кінь · f6 білий ферзь · g6 білий пішак · f4 біла тура · g4 чорний слон · h4 білий кінь · a3 біла тура · g3 чорний ферзь · h3 чорний король · f2 чорний кінь · g2 чорний пішак · h2 білий пішак · f1 чорний кінь · g1 білий слон | c8 білий слон · g8 білий король · f7 білий кінь · f6 білий ферзь · g6 білий пішак · f4 біла тура · g4 чорний слон · h4 білий кінь · a3 біла тура · g3 чорний ферзь · h3 чорний король · f2 чорний кінь · g2 чорний пішак · h2 білий пішак · f1 чорний кінь · g1 білий слон | 1 |
|   | a | b | c | d | e | f | g | h |   |

FEN: 2B3K1/5N2/5QP1/8/5RbN/R5qk/5npP/5nB1
1. Sf3? ~ 2. S7g5#
1. ... Be6 2. S3g5#
1. ... Qxf4 2. Qh4#
1. ... Qxf3 2. Qh8#, 1. ... Se4!
1. Qh8! ~ 2. Sg5#
1. ... Qb3 2. Sf3#
1. ... Be6  2. Sf5#
Після вступного ходу дійсної гри виникає загроза, чорні ферзь і слон, захищаючись від неї, рухаються по лініях зв'язки через критичні поля. При оголошенні батарейних матів тематичний ферзь або слон розв'язуються білим конем на критичному полі, але не можуть захиститися від мату, хоч вже й стають розв'язаними, оскільки опиняються віддаленими від лінії батареї. 